# معدن سرب و روی انگوران
معدن سرب و روی انگوران و کارخانه تولید سرب و روی انگوران در (انگوران) (   استان زنجان) یکی از بزرگ‌ترین تولیدکننده سرب و روی ایران و یکی از بزرگ‌ترین معادن سرب و روی خاورمیانه است و اولین معدن گردشگری ایران . مالک معدن سرب و روی انگوران و بهره بردار ان شرکت تهیه و تولید مواد معدنی ایران و کارخانه تولید سرب و روی دندی شرکت کالسیمین است.
معدن سرب و روی انگوران واقع در شهرستان ماهنشان و در ۱۳۵ کیلومتری غرب شهر زنجان واقع شده‌است. این معـدن در موقعیت ۳۶درجه و ۳۷ دقیقه شمالی و ۴۷ درجه و ۲۴ دقیقه شرقی واقع است. نزدیکترین روستا به معدن روستای قلعه جوق با جمعیت ۲۰۰ نفر و نزدیکترین شهر به آن دندی با جمعیت پنج هزار نفر می‌باشد. راه اصلی دسترسی (زنجان، دندی، معدن) دارای مسافتی در حدود ۱۲۰ کیلومتر است. اختلاف درجه حرارت در شبانه روز و همچنین بین فصول سرد و گرم در محل معدن زیاد است.
تعداد شاغلین مجتمع معدنی انگوران به‌طور متوسط ۵۰۰ نفر می‌باشد. میزان ذخایر معدن انگوران در بخش روباز هشت میلیون تن و در بخش زیرزمینی چهار میلیون تن روی با عیار بالا است. با احتساب استخراج سالانه یک میلیون تن ماده معدنی عمر باقی‌مانده معدن انگوران ۱۲ سال دیگر تمام می‌شود.
معدن "انگوران" ازنظر عیار بالای فلز محتوی، از معادن نادر در جهان است. کاربردهای فلز سرب: استاندارد وزن، ضرب سکه، مجسمه‌سازی، دیوارهای ضد آب و آستری سازی، زیور آلات، لنگرسازی و مهرسازی و نیز در قرن بیستم، با ظهور خود رو، مواد شیمیایی و صنایع ماشینی، کاربرد سرب به عنوان افزودنی نرم‌کننده سوخت، آلیاژهای بلبرینگ و لوله کشی، باتری‌های ذخیره‌کننده و ابزارهای شیمیایی گسترش فراوان یافت. کاربردهای مدرن این عنصر شامل اسلحه سازی، تولید شیشه، عایق صدا و محافظ تشعشات در نیروگاه‌های اتمی می‌باشد.
فلز روی پس از مس و آلومینیوم از مهم‌ترین و پرمصرف‌ترین فلزات غیرآهنی است و به خاطر خواص مطلوب آن در صنایع متعدد مورد استفاده قرار می‌گیرد. کاربرد روی، بیشتر گالوانیزه و آلیاژهای مختلف است.